# Aaron Henry
Aaron James Henry (Kentucky, 30 de agosto de 1999) é um jogador norte-americano de basquete profissional que atualmente joga no Philadelphia 76ers da National Basketball Association (NBA) e no Delaware Blue Coats da G-League.
Ele jogou basquete universitário em Michigan State.

## Início da vida e carreira no ensino médio
Henry nasceu em Louisville, Kentucky, mas mudou-se para Indianápolis, Indiana, quando era criança. Ele estudou na Ben Davis High School e foi titular por quatro anos. Em sua terceira temporada, ele teve médias de 14,2 pontos, 6,6 rebotes, 3,8 assistências e foi nomeado para a Primeira-Equipe de Indianápolis pelo Indianapolis Star e para a Segunda-Equipe do estado pela Associated Press enquanto ajudava a liderar a equipe para o Campeonato Estadual 4A de 2017.
Em sua última temporada, Henry levou a sua equipe ao título seccional com médias de 17 pontos, 8,8 rebotes e quatro assistências e foi nomeado para a Primeira-Equipe do estado pela Associated Press e para a Segunda-Equipe pelo USA Today.
Classificado como um recruta de três estrelas, Henry se comprometeu a jogar basquete universitário em Michigan State no início de seu último ano.

## Carreira universitária
Quando calouro, Henry participou de todos os 39 jogos de Michigan State e teve médias de 6,1 pontos e 3,8 rebotes. Ele teve médias de 10,4 pontos e 5,2 rebotes no Torneio da NCAA. Henry registrou 20 pontos, oito rebotes e seis assistências contra LSU no Sweet Sixteen do Torneio da NCAA de 2019.

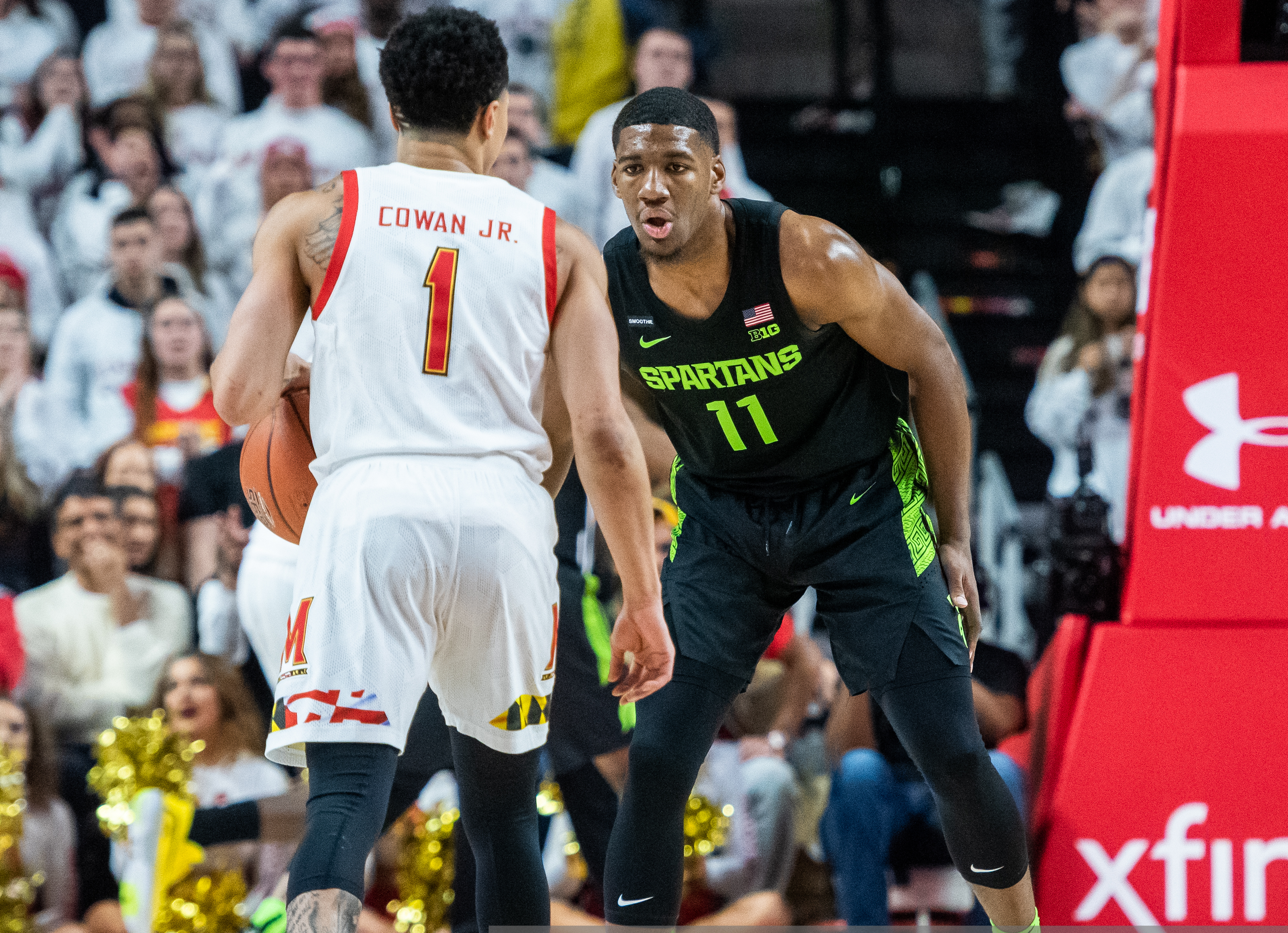
Henry marcando Anthony Cowan Jr.

Henry foi eleito o 90º melhor jogador de basquete universitário na temporada de 2019-20 pela CBS Sports. Em 25 de novembro de 2019, ele marcou 18 pontos em uma derrota de 71-66 para a Virginia Tech. Em 25 de fevereiro de 2020, Henry marcou 17 pontos em uma vitória de 78-70 sobre Iowa e o técnico Tom Izzo o chamou de melhor jogador do time. Henry teve médias de 10,0 pontos, 4,6 rebotes e 2,9 assistências durante sua segunda temporada. Após a temporada, ele se declarou para o draft da NBA de 2020 mas não contratou um agente. Ele decidiu se retirar do draft e retornar a universidade para sua terceira temporada.
Em sua terceira temporada, Henry teve médias de 15,4 pontos e 5,6 rebotes e foi nomeado para a Terceira-Equipe da Big Ten. Após a temporada, ele se declarou para o draft da NBA de 2021 e renunciou a sua elegibilidade universitária.

## Carreira profissional
Depois de não ter sido redigido no draft de 2021 da NBA, Henry assinou um contrato bidirecional com o Philadelphia 76ers em 8 de agosto de 2021, dividindo tempo com seu afiliado da G League, o Delaware Blue Coats.

## Estatísticas da carreira

### Universitário
| Ano      | Equipe         | PJ | PT | MPJ  | AP   | 3P   | LL   | RT  | AS  | BR  | TO  | PPJ  |
| -------- | -------------- | -- | -- | ---- | ---- | ---- | ---- | --- | --- | --- | --- | ---- |
| 2018–19  | Michigan State | 39 | 22 | 22.1 | .495 | .385 | .692 | 3.8 | 1.6 | .6  | .5  | 6.1  |
| 2019–20  | Michigan State | 30 | 29 | 29.1 | .441 | .344 | .703 | 4.6 | 2.9 | .8  | .6  | 10.0 |
| 2020–21  | Michigan State | 28 | 26 | 32.5 | .449 | .296 | .762 | 5.6 | 3.6 | 1.3 | 1.3 | 15.4 |
| Carreira | Carreira       | 97 | 77 | 27.9 | .461 | .341 | .719 | 4.6 | 2.6 | .9  | .8  | 10.5 |

Fonte: